# 7081 Ludibunda
7081 Ludibunda (1987 QF7) là một tiểu hành tinh vành đai chính được phát hiện ngày 30 tháng 8 năm 1987 bởi P. Wild ở Zimmerwald.